# Marjayun
Marjayun (arabiska: مرجعيون) är en distriktshuvudort i Libanon.   Den ligger i guvernementet Nabatiye, i den södra delen av landet, 60 kilometer söder om huvudstaden Beirut. Marjayoûn ligger 731 meter över havet och antalet invånare är 3 000.
Terrängen runt Marjayoûn är kuperad. Runt Marjayoûn är det ganska tätbefolkat, med 96 invånare per kvadratkilometer.. Närmaste större samhälle är Nabatîyé et Tahta, 10,2 kilometer väster om Marjayoûn. 
Trakten runt Marjayoûn består till största delen av jordbruksmark.